# История одного города. Органчик
«История одного города. Органчик» — советский мультфильм 1991 года по М. Е. Салтыкову-Щедрину режиссёра Валентина Караваева, выполненный в технике перекладки.

## Сюжет
По мотивам знаменитой сатирической повести русского писателя Салтыкова-Щедрина «История одного города». Действие происходит в вымышленном городе Глупове.

## Съёмочная группа
- авторы сценария: Валентин Караваев, Сергей Алимов
- кинорежиссёр: Валентин Караваев
- художники-постановщики: Сергей Алимов, Гелий Аркадьев
- кинооператор — Людмила Крутовская
- художники-мультипликаторы: Елена Малашенкова, Валентин Караваев, Иосиф Куроян, Роман Митрофанов, Марина Восканьянц, Мстислав Купрач, Андрей Смирнов, Сергей Дёжкин
- текст читает Олег Табаков
- монтажёр — Ольга Василенко
- художники: Виктория Макина, Лидия Гуськова, Анна Атаманова, Анна Вронская, И. Борисова, В. Белова, М. Сергеева, И. Кузьмина, А. Нежная
- редактор — Елена Никиткина
- директор съёмочной группы — Лилиана Монахова

## Описание
По мотивам сатирического романа русского писателя Салтыкова-Щедрина «История одного города». Действие происходит в вымышленном городе Глупове, однако здания нарисованы так, что не остаётся сомнений в том, что этот город — Кострома. Так, показаны Торговые Ряды, пожарная каланча, многие исторически существовавшие церкви.

## Награды
- Серебряная медаль Академии художеств СССР Сергею Алимову за эскизы к мультфильму «История одного города».[1]

## Выставки
- Выставка Сергея Александровича Алимова, в частности, выставляются эскизы к мультфильму «История одного города (Органчик)» и другим.[2]
- Представление книги «История одного города» с рисунками Сергея Алимова — в Театральной галерее на Малой Ордынке 16 февраля 2011 года[3]